# رملي (لون)
اللون الرملي أو اللون بيج (بالفرنسية: Beige)‏ هو أحد درجات اللون الأصفر مائل إلى الرمادي الشاحب، يوصف بأن اللون هو البني الفاتح وله درجات تتفوت بين الشحوب والقتامة.
وهو اللون الذي يشبه لون رمل الشطآن. في الواقع، يعرف هذا اللون باسم آخر الشاطئي، استخدم اسم اللون البديل هذا منذ عام 1923. 
سجل أول استخدام للرملي كاسم للون في اللغة الإنكليزية عام 1627.